# Тудзя
Тудзя (на китайски: 土家族; пинин: Tǔjiāzú; на езика тудзя: Bizika 毕兹卡, което на него означава „местно население“) е една от 56-те признати народности в Народна република Китай и шестото по численост (приблизително 8 милиона души) малцинство в държавата. Населяват предимно планината Улин, разположена на територията на провинциите Хунан, Хубей и Гуейджоу и на града-провинция Чунцин.

## История

### Произход
Точният произход на народа тудзя не е изяснен, но се предполага, че историята им може да бъде проследена по един или друг начин до древния народ ба, населявал територията на Чунцин преди почти 2500 години. Апогеят на държавата Ба е между 6-и и 4 век пр.н.е, но през 316 пр.н.е. е завладявана от царство Цин. Ба оцеляват под различни имена и едва през 14 век за първи път е наречен "тудзя", което наименование им остава.

### Управление на династиите Мин и Цин
При династията Мин (1368 - 1644) вождовете на тудзя се възприемат, като доверени и сигурни съюзници на държавата, а имперските наемници - тудзя, отличаващи се с безстрашие и изключителна дисциплина, имат за задача да потушават всякакви бунтове на малцинствата срещу властта. През 16 век войни-тудзя се включват в защитата на китайското крайбрежие от непрестанните набези на японски пирати.
Положението на тудзя се изменя значително при следващата династия - манджурската династия Цин, чиито владетели извършват множество административни и политически рокади, чрез които постепенно подменят китайците (народа хан и други местни народности), заемащи ключови постове, с манджурци (тунгуска народност, чуждестранна за Средовековен Китай), за да си гарантират директен контрол над цялата държава, включително над малцинствата. Цин се стремят да си осигурят лоялността на тудзя, като неколкократно разпределят военни части по границата на земите им за да ги сплашват, а същевременно съблазняват водачите им с богати възнаграждения. Между 1728 г. и 1735 г. земите на тудзя минават под прякото управление на държавата. Въпреки че мнозинството от тудзя предпочитат законите, наложени от Цин, пред едноличния деспотизъм на племенните водачи, те същевременно изпитват ненавист към опитите на двореца да затрие етническата им идентичност и културата им. С отслабването на централизираната власт в началото на 19 век тудзя се включват в множество въстания срещу Цин. Въстанието на тайпините (1850 – 1864) сериозно засяга територията на тудзя, а настъпателната инвазия на западните сили съвсем влошава общото положения в Китай. Тудзя са изправени пред пълен икономически срив след навлизането на евтини чуждестранни стоки в техните земи, което моментално води до невиждано обезценяване на собствената им продукция.

### Републикански период
С края на династията Цин земите на тудзя се оказват разпокъсани заради интересите на алчни военачалници, което се стремят да заграбят териториите им, за да ги използват за отглеждане на опиумен мак. През тези неспокойни години в земите на народа тудзя царят разбойничество и административни своеволия. Със създаването на Народна република Китай през 1949 г. те влизат в състава й. Комунистите въвеждат ред, унищожават маковите полета, изчистват района от бандити, а поземлени им реформи връщат обработваемите площи обратно в ръцете на тудзя. През януари 1957 г. народът е признат като една от 56-е малцинствени групи в Китай. Населението е разпределено в няколко автономни префектури и окръзи, които отговарят на земите, които тудзя населяват.

## Култура
Езикът тудзя е самостоятелен клон от семейството на тибето-бирманските езици. Граматически и фонологично езикът е подобен на езика И, който се говори от народа И в Южен Съчуан и Северен Юннан. За разлика от езика и, които се владее от над 2 милиона души, тудзя се говори като майчин език от едва 70 хиляди души. По-голямата част от носителите на езика живеят в двете мяо-тудзяйски автономни префектури Сянси и Ъншъ. По-голямата част от тудзя говорят местните диалектни форми на китайския; други владеят мяо като първи език. Мнозинството от тудзя са двуезични и владеят мандарински китайски и някой от сян или ган диалектните групи. В училищата децата тудзя изучават само стандартен китайски (путунхуа), който е и предпочитаната форма за комуникация между представителите на младото поколение. Дори тези, които използват тудзя или мяо като първи език включват голям брой китайски заемки в речта си.
Повечето представители на народа тудзя са анимисти и почитат тотеми, сред които тези на белия тигър и на костенурката. Някои тудзя се определят като будисти или таости, но в повечето случаи се практикува смесица между две или повече религии, практика широко разпространена в цял Китай. Тудзя са известни с пъстрите си бродерии от брокат (xilankapu), които често са били част от данъка, изплащан на китайската власт. Народът е известен и с традиционния танц байшоу, който представлява комбинацията от над 70 ритуална жеста, които изразяват различни сфери на живота.

## Райони населени от тудзя
| Провинция | Име                                                  |
| --------- | ---------------------------------------------------- |
| Хунан     | Тудзя-мяоска автономна префектура Сянси              |
| Хубей     | Тудзя-мяоска автономна префектура Ъншъ               |
| Хубей     | Тудзяйски автономен окръг Чанян                      |
| Хубей     | Тудзяйски автономен окръг Уфън                       |
| Чунцин    | Тудзяйски автономен окръг Шъджу                      |
| Чунцин    | Тудзяй-мяоски автономен окръг Пъншуей                |
| Чунцин    | Тудзяй-мяоски автономен окръг Сиушан                 |
| Чунцин    | Тудзяй-мяоски автономен окръг Йоуян                  |
| Чунцин    | Цяндзян (бивш Тудзяй-мяоски автономен окръг Цяндзян) |
| Гуейджоу  | Тудзяйски автономен окръг Йенхъ                      |
| Гуейджоу  | Тудзяй-мяоски автономен окръг Индзян                 |